# Lillemor Almsenius
Aase Lillmor Almsenius , född 3 juni 1919 i Kristiania, Norge, död 31 mars 2016 i Mölndal, var en svensk målare, tecknare och grafiker.
Almsenius studerade emaljmåleri och koppargrafik och arbetade med oljemåleri, grafik och teckning. Hon var hedersmedlem i Göteborgs Konstnärsklubb och tilldelades ett flertal stipendier. Almsenius är representerad vid Göteborgs kommun, Kungälvs kommun, Halmstads kommun, Hallands landsting, Karlskoga kommun och Mölndals kommun.
Lillmor Almsenius hade 26 separatutställningar, varav den sista på Galleri Majnabbe 1996. Hon har också deltagit i ett hundratal samlings- och grupputställningar, bland annat i Albrechtslund, Danmark, Konstexpo 88 i Olofström, Konst åt alla 1985 och Göteborgs Konstnärsklubbs 75-årsjubileumsutställning 2008.
Almsenius har fått följande stipendier: Charlotte och Otto Mannheimers stipendiefond 1975, Göteborgs stads kulturstipendium 1980, Statligt arbetsstipendium 1980 och 1984, Mölndals stads kulturstipendium 1983, Göteborgs Konstnärsklubbs Kamratstipendium 1984.
Hon var medlem i KRO, Göteborgs Konstnärsklubb (hedersmedlem) och KC Väst.